# Q-Schlüssel
Der Q-Schlüssel (englisch Q code), auch Q-Gruppe(n) oder Q-Code, wird von Funkdiensten zur effizienten und eindeutigen Übertragung von Standard-Nachrichten verwendet. Eine Q-Gruppe besteht aus dem einleitenden Buchstaben Q, gefolgt von zumeist zwei weiteren Buchstaben. Zum Beispiel bedeutet QRA: „Der Name meiner Funkstelle ist …“.
Durch Verwendung solcher prägnanten Buchstabengruppen anstelle von ganzen Sätzen oder Satzfragmenten erreicht man, insbesondere in der Morsetelegrafie, eine erhebliche Zeitersparnis, da ansonsten jeder Buchstabe des Satzes einzeln übermittelt werden müsste. Mithilfe von Q-Gruppen lässt sich der Zeitaufwand derart verkürzen, dass die Übermittlung oft weniger Zeit beansprucht, als man für das Aussprechen der Bedeutung benötigen würde. Für Fragen, die schlicht mit „Ja“ oder „Nein“ beantwortet werden, genügt beim Morsen üblicherweise ein einziger Buchstabe (siehe auch Liste von Abkürzungen im Amateurfunk) als Antwort: C für „Ja“ (von spanisch Si beziehungsweise englisch Correct) und N für „Nein“.

## Verwendung
In der Morsetelegrafie ist das Senden ganzer Sätze sehr zeitaufwendig. Um das abzukürzen, hat man den üblichsten Wendungen willkürlich Kombinationen aus einem Q und zwei folgenden Buchstaben zugeordnet. So müssen anstelle eines ganzen Satzes nur drei Zeichen gesendet werden. Die Ansage „QNH 1015“ bedeutet dasselbe wie: „Damit Ihr Höhenmesser an unserem Flugplatz die Höhe über dem Meeresspiegel anzeigt, stellen Sie ihn auf einen Bezugsdruck von 1015 hPa ein.“
Die heute üblichen Q-Schlüssel wurden 1912 von der International Radiotelegraph Convention eingeführt und im Laufe der Zeit auf über 250 Schlüssel erweitert. Die Q‑Schlüssel sind weder Abkürzungen noch Akronyme, die Buchstaben haben also in der Regel keine begriffliche Bedeutung. Die Kombinationen nach dem Q sind zumeist willkürlich entstanden, jedoch gibt es hin und wieder Eselsbrücken, wie beispielsweise bei QRQ (Geben Sie schneller) und QRS (Geben Sie langsamer), bei denen man den jeweils dritten Buchstaben als Anfangsbuchstaben von englisch Quick („schnell“) und Slow („langsam“) interpretieren kann. Davon abgeleitet gibt es übrigens noch QRSS, was aber keine echte Q-Gruppe ist, sondern die Kurzbezeichnung für die Amateurfunkbetriebstechnik „Langsames Morsen“ (auch genannt: Slow CW).
Das L bei QRL (Bitte nicht stören) lässt sich als Lazy („faul“) merken und bei QRM (Ich werde gestört) und QRN (Ich werde beeinträchtigt) interpretiert man die Störursache bei M mit Man made („menschengemacht“) und bei N mit Natural („natürlich“, beispielsweise Blitze). Es handelt sich somit teilweise um sinnvolle Abkürzungen, zumindest um Kürzel, in die sich zuweilen ein Sinn hineininterpretieren lässt. Auch für Kürzel wie QDM (Direct Magnetic), QDR (Direct Reverse), QFE (Field Elevation) und QNH (Normal Height) gibt es passende Merkhilfen.
Obschon die Q-Gruppen in den International Radio Regulations (IRR) nur für Telegraphiedienste vorgesehen sind, finden sie oft als Jargon im Amateurfunk Verwendung. Dabei hat sich im Laufe der Zeit eine eigene, auf den Alltag der Funkamateure angepasste Interpretation der Q-Codes etabliert. Zum Beispiel bedeutet QRT nach IRR-Definition: Stellen Sie Ihre Aussendung ein!, im Amateurfunk hört man es gelegentlich im Sinne von: Ich mache Schluss, auch wenn es in den Lehrbehelfen im Einklang mit der ITU im Zuge der Lizenzprüfungsvorbereitung gelehrt wird. Merkhilfe hier ist Terminate („beenden“).
Außerhalb des Amateurfunks (der daneben weitere, amateurfunkspezifische Abkürzungen verwendet) sind die Q-Schlüssel kaum noch in Gebrauch. In der Luftfahrt werden noch die folgenden Q-Gruppen verwendet:
- QNH, der auf Meereshöhe reduzierte Luftdruck an einer Messstation basierend auf der Normatmosphäre
- QFE, der tatsächliche Luftdruck an einer Messstation
- QDM, QDR, QTE, QUJ für Peilungsangaben
- QFU, die aktuelle Betriebsrichtung eines Flugplatzes (wird in Frankreich noch verwendet)

Das ebenfalls in der Luftfahrt verwendete QRH ist kein Q-Schlüssel, sondern die Abkürzung für Quick Reference Handbook.
Den Anforderungen der Funkdienste entsprechend, sind die Codegruppen folgenden Funkdiensten zugeteilt:
| QAA bis QNZ | für Verwendung im Flugfunkdienst                           | definiert von der ICAO |
| QOA bis QQZ | für Verwendung im Seefunkdienst                            | definiert von der ITU  |
| QRA bis QUZ | für Verwendung in allen Funkdiensten                       | definiert von der ITU  |
| QVA bis QZZ | für andere Anwendungen, teilweise auch militärisch genutzt |                        |

## Beispiele
Die meisten Q-Schlüssel haben eine Frage- und eine Antwort- oder Meldungsform, wobei erstere durch ein nachgestelltes Fragezeichen kenntlich gemacht wird (Morsecode ▄ ▄ ▄▄▄ ▄▄▄ ▄ ▄ ). Für einige Aussagen beziehungsweise Antworten existieren vordefinierte Varianten, die durch angefügte Ziffern gegeben werden. Dabei bedeutet: 1 wenig oder schlecht, 3 mäßig oder ausreichend und 5 stark oder sehr gut, mit 2 und 4 als die jeweils passenden Zwischenstufen.
| Frage  | Frage | Aussage oder Antwort | Aussage oder Antwort |
| ------ | --- | --- | --- |
| QAM?   | Wie lautet der Wetterbericht? | QAM | Wetterbericht. |
| QFE?   | Ihr gemessener Luftdruck am Boden an Ihrem Standort?                                                                               | QFE | Mein gemessener Luftdruck am Boden in Hektopascal an meinem Standort (Flughafen)                                                   |
| QLF?   | Geben Sie mit dem linken Fuß? (Nur als Scherz gemeint. Keine offizielle Bedeutung.)                                                | | |
| QNH?   | Ihr geschätzter Druck auf Meereshöhe in Hektopascal an Ihrem Standort?                                                             | QNH | Der geschätzte Druck auf Meereshöhe in Hektopascal am Ort des Empfängers (Flughafen)                                               |
| QRA?   | Wie lautet der Name Ihrer Funkstelle?                                                                                              | QRA | Der Name meiner Funkstelle ist …                                                                                                   |
| QRB?   | In welcher Entfernung von mir befinden Sie sich?                                                                                   | QRB | Die Entfernung zwischen uns beträgt …                                                                                              |
| QRG?   | Was ist Ihre Frequenz? | QRG | Meine Frequenz ist … |
| QRH?   | Schwankt meine Frequenz? | QRH | Ihre Frequenz schwankt. |
| QRI?   | Wie ist der Ton meiner Aussendung?                                                                                                 | QRI 1 | Der Ton Ihrer Aussendung ist schlecht.                                                                                             |
| QRI?   | Wie ist der Ton meiner Aussendung?                                                                                                 | QRI 3 | Der Ton Ihrer Aussendung ist variabel.                                                                                             |
| QRI?   | Wie ist der Ton meiner Aussendung?                                                                                                 | QRI 5 | Der Ton Ihrer Aussendung ist sehr gut.                                                                                             |
| QRK?   | Wie ist die Lesbarkeit meiner Zeichen?                                                                                             | QRK 1 | Die Lesbarkeit Ihrer Zeichen ist schlecht.                                                                                         |
| QRK?   | Wie ist die Lesbarkeit meiner Zeichen?                                                                                             | QRK 3 | Die Lesbarkeit Ihrer Zeichen ist mäßig.                                                                                            |
| QRK?   | Wie ist die Lesbarkeit meiner Zeichen?                                                                                             | QRK 5 | Die Lesbarkeit Ihrer Zeichen ist ausgezeichnet.                                                                                    |
| QRL?   | Sind Sie beschäftigt? | QRL | Ich bin beschäftigt. Bitte nicht stören!                                                                                           |
| QRM?   | Werden Sie durch andere Signale gestört?                                                                                           | QRM 1 | Ich werde nicht gestört. |
| QRM?   | Werden Sie durch andere Signale gestört?                                                                                           | QRM 3 | Ich werde mäßig gestört. |
| QRM?   | Werden Sie durch andere Signale gestört?                                                                                           | QRM 5 | Ich werde sehr stark gestört. |
| QRN?   | Werden Sie durch atmosphärische Störungen beeinträchtigt?                                                                          | QRN 1 | Ich werde nicht beeinträchtigt. |
| QRN?   | Werden Sie durch atmosphärische Störungen beeinträchtigt?                                                                          | QRN 3 | Ich werde mäßig beeinträchtigt. |
| QRN?   | Werden Sie durch atmosphärische Störungen beeinträchtigt?                                                                          | QRN 5 | Ich werde sehr stark beeinträchtigt.                                                                                               |
| QRO?   | Soll ich die Sendeleistung erhöhen?                                                                                                | QRO | Erhöhen Sie die Sendeleistung! |
| QRP?   | Soll ich die Sendeleistung verringern?                                                                                             | QRP | Verringern Sie die Sendeleistung!                                                                                                  |
| QRQ?   | Soll ich schneller geben? | QRQ | Geben Sie schneller! |
| QRS?   | Soll ich langsamer geben? | QRS | Geben Sie langsamer! |
| QRT?   | Soll ich die Übermittlung einstellen?                                                                                              | QRT | Stellen Sie die Übermittlung ein!                                                                                                  |
| QRU?   | Haben Sie etwas für mich? | QRU | Ich habe nichts für Sie. |
| QRV?   | Sind Sie bereit (mich aufzunehmen)?                                                                                                | QRV | Ich bin bereit (Sie aufzunehmen).                                                                                                  |
| QRX?   | Wann werden Sie mich wieder rufen?                                                                                                 | QRX | Ich rufe um [… UTC] auf [… kHz] wieder.                                                                                            |
| QRZ?   | Wer ruft mich? (QRZ muss immer in Verbindung mit dem eigenen Rufzeichen gesendet werden, z. B. "QRZ? de DL0XXX" oder "QRZ DL0XXX") | Wer ruft mich? (QRZ muss immer in Verbindung mit dem eigenen Rufzeichen gesendet werden, z. B. "QRZ? de DL0XXX" oder "QRZ DL0XXX") | Wer ruft mich? (QRZ muss immer in Verbindung mit dem eigenen Rufzeichen gesendet werden, z. B. "QRZ? de DL0XXX" oder "QRZ DL0XXX") |
| QSA?   | Wie ist meine Signalstärke? | QSA 1 | Ihre Signalstärke ist kaum hörbar.                                                                                                 |
| QSA?   | Wie ist meine Signalstärke? | QSA 3 | Ihre Signalstärke ist mäßig hörbar.                                                                                                |
| QSA?   | Wie ist meine Signalstärke? | QSA 5 | Ihre Signalstärke ist sehr gut hörbar.                                                                                             |
| QSB?   | Schwankt die Stärke meiner Zeichen?                                                                                                | QSB | Die Stärke Ihrer Zeichen schwankt.                                                                                                 |
| QSD?   | Sind meine Zeichen verstümmelt? | QSD | Ihre Zeichen sind verstümmelt. |
| QSK?   | Können Sie mich zwischen Ihren Zeichen hören? Wenn ja, darf ich Sie unterbrechen?                                                  | QSK | Ich kann Sie zwischen meinen Zeichen hören; Sie dürfen mich während meiner Übermittlung unterbrechen.                              |
| QSL?   | Können Sie den Empfang bestätigen?                                                                                                 | QSL | Ich bestätige den Empfang. |
| QSO? … | Können Sie mit … verkehren? | QSO … | Ich kann mit … verkehren. |
| QSP? … | Wollen Sie an … gebührenfrei vermitteln?                                                                                           | QSP … | Ich werde an … gebührenfrei vermitteln.                                                                                            |
| QSV?   | Soll ich eine Reihe „v“ senden? | QSV | Senden Sie eine Reihe „v“! (zum besseren Abstimmen des Empfängers)                                                                 |
| QSY? … | Soll ich zum Senden auf eine andere Frequenz übergehen? (Beispielsweise auf …)                                                     | QSY … | Gehen Sie zum Senden auf eine andere Frequenz über. (Beispielsweise auf …)                                                         |
| QTC?   | Wie viele Telegramme haben Sie? | QTC … | Ich habe … Telegramme für Sie |
| QTH?   | Wie ist Ihre Position? | QTH | Meine Position ist … (Breite und Länge oder Locator)                                                                               |
| QTR?   | Welches ist die genaue Uhrzeit? | QTR 1500 | Es ist genau 15:00 Uhr (UTC). |

## Geschichte
Vor internationaler Einführung des heute üblichenen Morsecodes und Telegrafencodes wie dem Q‑Schlüssel benutzten die Telegrafengesellschaften des 19. und frühen 20. Jahrhunderts diverse Codebücher mit  Abkürzungen, die häufig nicht mit denen anderer Gesellschaften kompatibel waren. Hierzu zählten Codes nach Boe, Mosse, Petco, Phillips oder Western Union. Bis in die 1980er-Jahre fand auch der Z‑Schlüssel alternativ zum Q‑Schlüssel Verwendung.
Während des Zweiten Weltkriegs gab es einige zusätzliche Q‑Gruppen, die damals speziell von der Wehrmacht verwendet wurden, insbesondere im Fernschreibverkehr (T52, SZ, Hell), heute aber ungebräuchlich sind. Dazu gehörten:
- QDO – Geheime Kommandosache (GKdos)
- QEF – Verkehr ist beendet, Leitung ist frei
- QEG – Verbinden Sie mit Geheimfernschreiber
- QEH – Handbetrieb
- QEK – Kennung des Maschinenschlüssels T52a oder T52b
- QEKC – Kennung des Maschinenschlüssels T52c
- QEKZ – Kennung des Maschinenschlüssels SZ
- QEL – Verlangte Stelle ist besetzt
- QEO – Schlüssel Offizier
- QEP – Schlüsselangaben
- QES – Komme mit Sender
- QEV – Ich verbinde
- QEX – Geben Sie Kaufenschleife
- QFL – Fliegerangriff
- QGS – Geheimschreiber
- QSS – Verschlüsselte Sendung
- QTA – Vernichten Sie Fernschreiben
- QZZ – Tagesschlüssel